# Olari (Arad)

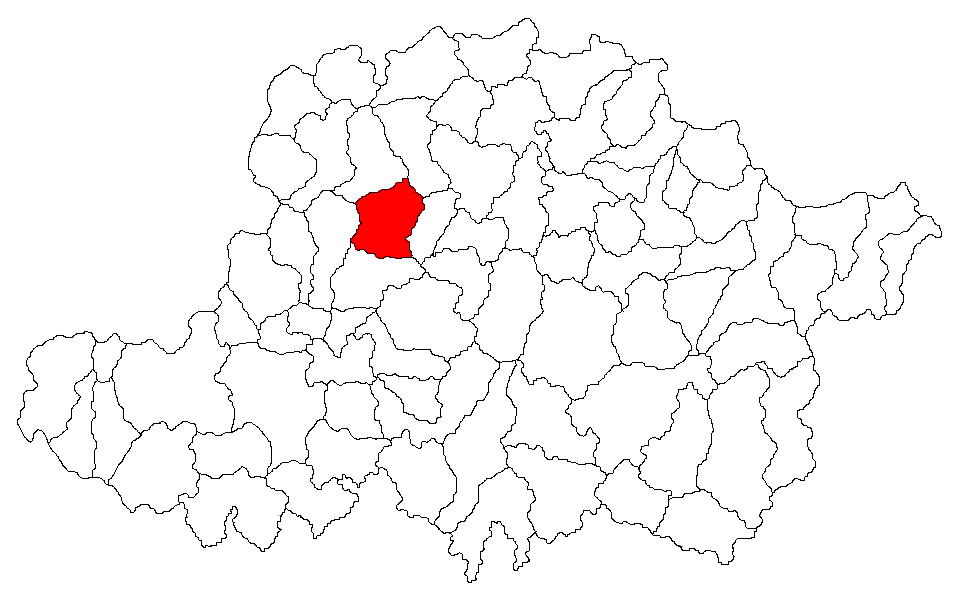
Lage der Gemeinde Olari im Kreis Arad

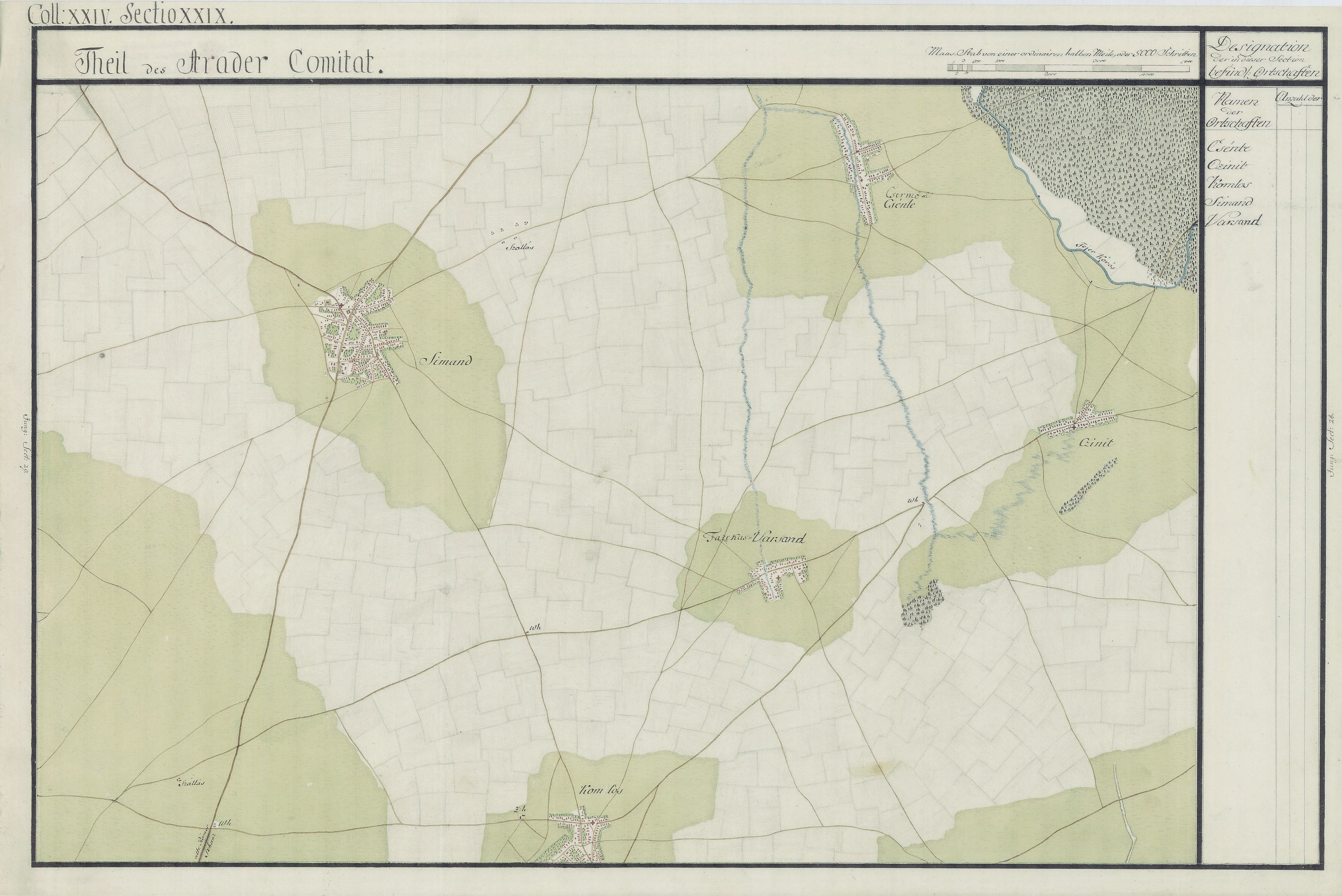
Olari (Varsand) auf der Josephinischen Landaufnahme von 1782–1785.

Olari  (bis 1925 Vârșand, Vârșandu Nou, Vârșandu Vechi; deutsch Varschand, Neu-Varschand, Alt-Varschand, ungarisch Varsánd, Újvarsánd, Óvarsánd, Fazekas Varsand) ist eine Gemeinde im Kreis Arad, im Kreischgebiet, im Westen Rumäniens. Zu der Gemeinde Olari gehört auch das Dorf Sintea Mică.

## Geografische Lage
Olari liegt im Nordwesten des Kreises Arad, in 34 km Entfernung von der Kreishauptstadt Arad und 18 km von Chișineu-Criș.

## Nachbarorte
| Șimand  | Cintei                                      | Sintea Mică |
| Macea   | Kompassrose, die auf Nachbargemeinden zeigt | Seleuș      |
| Sântana | Șiria                                       | Pâncota     |

## Geschichte
Die erste urkundliche Erwähnung von Fazikas Varsan stammt aus dem Jahr 1561.
Im Laufe der Jahrhunderte traten verschiedene Schreibweisen des Ortsnamens in Erscheinung: 1715 Fazakas-Varsánd, 1722 Fazekas Warsan, 1746 Fazekas Varsand, 1808 Varsánd, Újfazekasvarsánd, 1839 Ó-Fazekas-Varsánd und Uj-Fazekas-Varsánd, 1851 Fazekas-Varsánd, 1858 Fazekas-Varsánd, 1863 Varsánd, 1873 Fazekas-Varsánd, 1882 Varsánd, 1893 Varsánd, 1909 Fazecaş-Varşand, Újfazekasvarsánd, 1913 Újvarsánd, 1921 Varşandul nou, Ujvarsánd und Varşandul vechiu, Óvarsánd.
Nach dem Frieden von Karlowitz (1699) kam Arad und das Maroscher Land unter österreichische Herrschaft, während das Banat südlich der Marosch bis zum Frieden von Passarowitz (1718) unter Türkenherrschaft verblieb. Auf der Josephinischen Landaufnahme ist Varsand eingetragen.
Fazekas Varsand war ein rumänisches Dorf. 1792 wurden hier Ungarn angesiedelt. Diese gründeten die Ortschaft Új-Fazekas-Varsánd bzw. Ujvarsánd (Vârșandu Nou, zu deutsch: Neu-Varschand). Ab sofort hieß die alte Ortschaft Ó-Fazekas-Varsánd bzw. Óvarsánd (Vârșandu-Vechi, zu deutsch: Alt-Varschand).
Infolge des Österreichisch-Ungarischen Ausgleichs (1867) wurde das Arader Land, wie das gesamte Banat und Siebenbürgen, dem Königreich Ungarn innerhalb der Doppelmonarchie Österreich-Ungarn angegliedert. Die amtlichen Ortsbezeichnungen waren Ujvarsánd und Óvarsánd.
Der Vertrag von Trianon am 4. Juni 1920 hatte die Grenzregulierung zur Folge, wodurch Vârșandu Vechi und Vârșandu Nou an das Königreich Rumänien fielen.
Die Ortschaft Olari wurde 1925 gegründet, als die beiden Ortschaften Vârșandu Nou und Vârșandu-Vechi zusammengeschlossen wurden.

## Bevölkerungsentwicklung
| 1880 | 2557 | 1459 | 1012 | 4  | 82             |
| 1910 | 3081 | 1793 | 1197 | 57 | 34             |
| 1930 | 2952 | 1789 | 1095 | 28 | 40             |
| 1977 | 2430 | 1322 | 975  | 10 | 123            |
| 1992 | 2011 | 1055 | 760  | 5  | 191            |
| 2002 | 1942 | 1013 | 645  | 5  | 279            |
| 2021 | 1903 | 1220 | 399  | 2  | 282 (162 Roma) |